# Sterea
Sterea – wieś w Rumunii, w okręgu Giurgiu, w gminie Clejani. W 2011 roku liczyła 378 mieszkańców.